# Scandal (Film)
Der britische Spielfilm Scandal aus dem Jahr 1989 behandelt die Profumo-Affäre, die 1963 die britische Regierung erschütterte. Der konservative Kriegsminister John Profumo hatte 1961 eine sexuelle Beziehung mit derselben Prostituierten Christine Keeler unterhalten, die mit dem sowjetischen Marineattaché und Spion Jewgeni Iwanow verkehrte. Nachdem Gerüchte über Profumos Beziehung zu Keeler aufgekommen waren, dementierte Profumo in einer Erklärung vor dem Parlament den sexuellen Charakter der Beziehung. Doch bald musste er die Falschaussage eingestehen und er trat zurück. Einen Monat später folgte ihm Premierminister Harold Macmillan, im Jahr darauf verloren die Konservativen die Wahlen. 
In dem filmischen Zeitbild der frühen 1960er Jahre sind Profumo und Iwanow nur Nebenfiguren. Im Mittelpunkt stehen Keeler und der Arzt Stephen Ward, mit dem sie zusammenlebte und der sie in die höchsten Kreise Englands einführte. Der Film zeichnet Ward, gespielt von John Hurt, als eitlen und geschwätzigen Charmeur, der seine Anerkennung durch die hohen Herrschaften sichtlich genießt. Mit Sympathie begegnet der Film Keeler (Joanne Whalley-Kilmer), in einigen Kritiken als Schönheit bezeichnet. Bridget Fonda war 1990 als beste Nebendarstellerin für einen Golden Globe nominiert.
Der Stoff, zunächst als BBC-Fernsehmehrteiler angedacht, wurde nach dem Ausstieg des Senders, der politischen Ärger befürchtete, zu einem Spielfilm verkürzt. Regie führte der Debütant Michael Caton-Jones, der erklärte, er habe viel über den Fall recherchiert, die Erkenntnisse dann aber ignoriert, weil ihm wichtiger gewesen sei, den Zeitgeist einzufangen. In den Vereinigten Staaten drohte dem Film die Einstufung „X“, die seine kommerziellen Chancen vermindert hätte. Deshalb schnitt man in der Mann-mit-Maske-Szene Bilder, die ein Glied zeigten, heraus. Die Stärken des Films sah die deutschsprachige Kritik überwiegend in dem detailreichen Porträt jener Zeit und in John Hurts Spiel. Dagegen vermisste sie eine Vertiefung sowohl der Affäre als auch der Psychologie der Figuren und beanstandete einen Altherren-Voyeurismus.
Für den Soundtrack sang Dusty Springfield den Pet Shop Boys komponierten und produzierten Song „Nothing Has Been Proved“.

## Handlung
Die einfachen Verhältnissen aus dem ländlichen England entstammende 19-jährige Christine Keeler ist nach London gezogen. Die attraktive junge Frau wird als Fotomodell und als Striptänzerin in einem Nachtklub tätig. Dort erblickt sie der angesehene Osteopath Stephen Ward und nimmt sich ihrer an. Zudem lernt Christine die neu im Klub angeheuerte Mandy Rice-Davies kennen, mit der sie sich ein Zickenduell liefert.
Weil sie in einer ähnlichen Lebenssituation stecken, freunden sich Christine und Mandy bald an. Christine zieht in Wards Wohnung. Obwohl sie über Jahre zusammen leben, schläft Ward, der einem libertinären Lebensstil das Wort redet, nicht mit ihr. Allerdings beteiligt sie sich an einer Sexparty, zu der es bei einem Besuch von Gästen kommt. Im Ausgang probieren Ward, einer seiner Freunde und Christine Haschisch zu rauchen und machen Bekanntschaft mit karibischen Einwanderern. Ein Wochenende verbringt Ward mit Christine auf einem Landsitz des befreundeten Lord Astor. Sie nimmt ein Bad im Gartenbecken und zieht sich aus, als Lord Astor mit Begleiterinnen erscheint. Der mit Ward befreundete sowjetische Marineattaché Iwanow besucht Christine mehrmals in Wards Wohnung und schläft mit ihr. In dieser Zeit führt Ward Christine mit Kriegsminister John Profumo zusammen, der sehr darum besorgt ist, dass ihn niemand dabei beobachtet und ihr in derselben Wohnung Besuche abstattet. Christine geht durch die Betten verschiedener mächtiger Männer. Sie genießt das luxuriöse Leben, während Ward durch die Zuwendung so hoher Kreise geschmeichelt ist. Allerdings fordert ihn der britische Geheimdienst auf, Verdächtiges über Iwanow zu melden, und Profumo beendet seinen Verkehr mit Christine. Ein Jahr später hat sich Christine mit Johnny Edgecombe, einem Schwarzen aus der Karibik, eingelassen, möchte aber mit dem aufdringlichen Mann nichts mehr zu tun haben. Er verlangt Einlass in die Wohnung, und als sie sich weigert, gibt er mehrere Schüsse auf die Tür ab. Die Polizei und Reporter werden darauf aufmerksam. Ward erklärt Christine, er könne sich solche Geschichten nicht leisten und trennt sich von ihr. Sie, die über die Jahre eine echte Liebe für ihn entwickelt hat, gibt sich tief verletzt und erzählt einem Reporter von ihren Beziehungen zu hochgestellten Männern. Profumo behauptet vor dem Parlament, keine „unanständige“ Beziehung mit Christine unterhalten zu haben. Doch die Justiz strengt gegen Ward ein Verfahren wegen Zuhälterei an und bringt die Tatsachen ans Licht. Profumo gibt die Lüge zu und tritt als Minister zurück. Lord Astor und der Rest der hohen Gesellschaft lassen Ward fallen, der sich noch vor Prozessende das Leben nimmt.

## Kritik

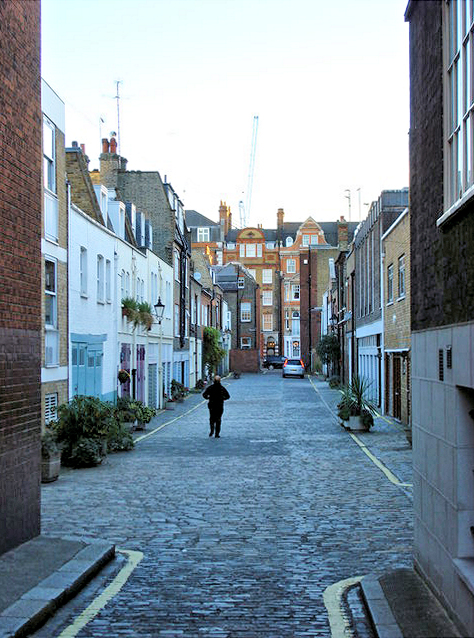
Wimpole Mews, die Straße von Wards Wohnung

Die deutschsprachige Kritik nahm den Film 1989 gemischt auf. Er vermittle Einblicke ins Zeitgefühl, sein Wert liege in der „atmosphärisch sehr präzisen Wiedergabe einer Zeit“, aber auch nur deren „brave Rekonstruktion“. Mal wurde dem Gesellschaftsbild „satirische Präzision“ zugestanden, mal Klischees und fehlende Zwischentöne vorgeworfen. Neben der Feststellung, der Film meide „anstößige Detailerörterungen“, hieß es, Caton-Jones beobachte die aufreizende Kleidung „mit der Unbefangenheit eines Kleinstadt-Voyeurs“, „hautnah und bildfüllend für die ewig gestrigen «besseren älteren Herrn» unter den Zuschauern“ und zeige „kecke Spiele“. Dabei dienten „Herrenwitze […] als verbaler Ersatz für fehlende Hard-Core-Szenen.“ Die „Softporno-Einlagen“ seien „ungefähr so prickelnd wie ein Bad im Portwein“.
Manche Kritiker sahen die Chance, den Skandal nach einem Vierteljahrhundert politisch und sozial neu zu untersuchen und zu bewerten, vertan. Ohne eine „weitergehende Analyse des Falles“ biete das Werk einen geringen Erkenntniswert. Es entspräche den „End-Achtzigern, wo nostalgisch zurückgeschaut und handwerklich solide, gute, aber unverbindliche Unterhaltung produziert wird.“ Der film-dienst stellte der detailgenauen Ausstattung die „oberflächliche Konzeption“ gegenüber. In der Beziehung zwischen Ward und Keeler fehle psychologische Tiefe. Der Film sei „schwere- und belanglos“, man erfahre wenig über ihr Innenleben und ihre Konflikte. Ähnlich epd Film: „In der Detailfreudigkeit der Accessoires verliert sich das geahnte Thema des Films“, Wards Tragödie könne man nur vermuten, im Film fände sie nicht statt. Für Zoom handelt es sich nicht um einen Politthriller, sondern eine Neuauflage des Pygmalion-Themas. Dabei „[…] ist die Entwicklung ihrer Beziehung im Verlauf der Geschichte psychologisch durchdacht. Aus Faszination füreinander wird Seelenverwandtschaft, dann konspirative Kumpanei und schliesslich auf ewig verbindendes Schicksal.“
Teils anerkannte die Kritik, dass der Film Gut-Böse-Schablonen meide, teils sah sie ihn „zu schnell und zu billig“ auf Seiten Keelers stehen. Buch und Regie schrieben nur Ward und den beiden Frauen Lebhaftigkeit zu, die übrigen Männer hätten keine Ausstrahlung, urteilte Der Spiegel: „Ian McKellen bringt das meisterhaft auf den Punkt, wenn er seinen Profumo nur dort mit Charisma versieht, wo Politiker am überzeugendsten zu wirken pflegen: beim Ehrenwort.“ Fand Zoom die starke Seite des Films gleichermaßen in Hurt und Whalley-Kilmer, die „glaubwürdig und überzeugend“ spielten, erwähnten andere nur Hurt, während die Figur Keeler ziemlich blass gerate oder die 25-jährige Whalley-Kilmer fehlbesetzt sei, da für ein Partymädchen zu alt.

## Kritikenspiegel
Eher positiv
- Fischer Film Almanach 1990, S. 344–345: Scandal
- Zoom Nr. 13/1989, S. 16–18, von Ella Kienast: Scandal

Gemischt
- epd Film Nr. 7/1989, S. 36, von Klaus Hellwig: Skandal
- Der Spiegel, Nr. 28 vom 10. Juli 1989, S. 168, von Rainer Weber: Alte Wunden

Eher negativ
- film-dienst Nr. 14/1989, von Karl-Eugen Hagmann: Scandal